# Diores salisburyensis
Diores salisburyensis là một loài nhện trong họ Zodariidae.
Loài này thuộc chi Diores. Diores salisburyensis được Shirley Cotter Tucker miêu tả năm 1920.

## Voorkomen
De spin phân bố ở Botswana, Namibië, Zambia và Zimbabwe.
1. ↑  Platnick, Norman I. (2010): The world spider catalog, version 10.5. American Museum of Natural History.

biologie|2011|10|21}}